# Astronomischer Jahresbericht
Astronomischer Jahresbericht (AJB) – [enthaltend] die Lit[t]eratur des Jahres ... – wurde 1900 von Walter Wislicenus (1859–1905) begründet und erschien seit dieser Zeit in der Regel jährlich. Lediglich die Literatur des Zeitraums 1943–1946, als ein Großteil der internationalen Literatur in Deutschland nicht zugänglich war, wurde in zwei 1948/51 erschienenen Bänden zusammengefasst. Der Astronomische Jahresbericht erschien in den Jahrgängen 1 (1899) bis 18 (1916) beim Verlag Georg Reimer, ab dem Jahrgang 19 (1917) beim Verlag Walter de Gruyter. Der Astronomische Jahresbericht wurde mit dem 68. Jahrgang (Literatur 1968) im Jahr 1969 eingestellt.
Die in einem betreffenden Jahr erschienene astronomische Literatur wurde sachlich gegliedert (im ersten Band in 74, im letzten in 145 Abschnitte) und anschließend in Form von Zitaten (Autor, Titel, Zeitschrift, Band, Seitenzahl, oft gefolgt von einer kurzen Zusammenfassung des Inhalts) aufgelistet. Bücher und Sternwartenpublikationen wurden unter separaten Rubriken zusammengefasst, es gab aber auch viele Querverweise, wenn eine Arbeit verschiedene Themenkomplexe behandelte, sowie am Ende des Jahrbuchs einen Autorenindex.
Die Zusammenfassungen wurden anfangs vom Herausgeber und seinen Mitarbeitern geschrieben, später wurden (manchmal bearbeitete) sogenannte 'Abstracts' der Originalarbeiten übernommen.
Nach dem frühen Tode des Begründers Walter Wislicenus wurde die Herausgabe von Mitgliedern des Astronomischen Rechen-Instituts (Berlin-Dahlem, ab 1945 Heidelberg) weitergeführt. 1969 wurde die Serie eingestellt und durch die englischsprachige, zweimal jährlich erscheinende Publikation Astronomy and Astrophysics Abstracts (J. Springer, Berlin) ersetzt, die ebenfalls vom Astronomischen Rechen-Institut in Heidelberg zusammengestellt wurde.
Der Astronomische Jahresbericht war eine jährlich erscheinende astronomische Bibliografie, die die im vorhergehenden Jahr erschienene Literatur (und übersehene Literatur früherer Jahre) auflistete.
Die früheren astronomischen Bibliografien waren kumulativ, d. h., sie verzeichneten alle dem Autor bekannten astronomischen Schriften von Anfang an bis zur Zeit des Erscheinens der Bibliografie selbst (Johann Friedrich Weidler, Bibliographia Astronomiae, Wittenberg 1755; Jérôme de Lalande, Bibliographie Astronomique, Paris 1803; Jean-Charles Houzeau  (1820–1888)/Albert Lancaster (1849–1908), Bibliographie générale de l'Astronomie, Brüssel 1880–1889).

## Herausgeber
- 1899–1904 Walter Wislicenus
- 1905–1909 Adolf Berberich (1861–1920)
- 1910 Fritz Cohn
- 1911–1915 Paul Victor Neugebauer
- 1916–1921 Fritz Cohn
- 1922–1933 Paul Victor Neugebauer
- 1934–1958 Karl Heinemann (1898–1970)
- 1959–1968 Werner Lohmann (1911–1983)

(Bemerkung: Mit-Herausgeber werden in dieser Liste nicht berücksichtigt)